# قلعه محمدعلی (مهر)
قلعه محمدعلی (مهر)، روستایی از توابع بخش مرکزی شهرستان مهر در استان فارس ایران است.
فاصله روستا تا مرکز شهرستان حدود ۷ کیلومتر می باشد.
قلعه محمد علی در گذشته به ((قلعه بلندو))  مشهور بوده است و علت این نام گذاری قرار گرفتن محل اصلی قلعه در مکانی بسیار بلند به نام ((قلعه گبری))  است که هنوز هم آثار آن مشهود می باشد... 

قلعه گبری واقع در دهانه رودخانه فصلی و در جنوب روستا واقع شده که مرکز اصلی کنترل و اقدامات حکومتی بوده است. این قلعه دارای سابقه بسیار طولانی است که بعضا آن را به زمان هخامنشیان نسبت داده اند.بر حسب تحقیقات به عمل آمده و بر اساس اسناد و روایات موجود و مستند ، حدود 400 سال پیش اقوامی از نقاط دور ایران از طوایفی که اکثرا لُر بوده اند وارد منطقه شده و شخصی به نام محمد علی روستای ((بلندوی))  قدیم ( قلعه محمد علی فعلی ) را بنیان می گذارد. به طوری که شواهد فیزیکی موجود نشان می دهد ، بافت قدیم و حتی جمعیت قلعه محمد علی در قدیم الایام از امروز بیشتر و بزرگتر بوده است .
آثار تاریخی: 
روستای قلعه محمد علی دارای آثار تاریخی بسیاری از جمله : تنب زین ، بنای متبرکه شاه منصور و قلعه گبری می باشد که از دوره های گذشته به جای مانده است.
تنب زَین:
یکی دیگر از آثار تاریخی قلعه محمد علی تنب زَین است که در مرکز روستا واقع شده و به عنوان محل نگهبانی ، ساتراپ و مرکز کنترل و اقدامات امنیتی مورد استفاده قرار می گرفته است

## جمعیت
این روستا در شهرستان مهر
قرار دارد و براساس سرشماری مرکز آمار ایران در سال ۱۳۸۵، جمعیت آن ۱٬۲۳۴ نفر (۲۳۸خانوار) بوده‌است.